# Apodíctico
En la lógica aristotélica, una expresión apodíctica (en griego antiguo: ἀποδεικτικός, 'demostrable') es una proposición demostrable, que es necesaria o evidentemente cierta o válida.
Las proposiciones apodícticas difieren de las asertivas, que meramente aseveran que algo es o no, y de las proposiciones problemáticas, que expresan únicamente la posibilidad de que algo sea verdad. Por ejemplo «Dos por dos es igual a cuatro» es apodíctica. «Barcelona es más grande que Cuzco» es asertórica. «Una empresa puede ser más rica que un país» es problemática, de acuerdo a lo anteriormente descrito. 
En la lógica aristotélica, «apodíctico» se opone a dialéctico, de la misma forma que una prueba científica difiere de algo probable o razonable. Immanuel Kant diferencia apodíctico de problemático y de asertivo en su Crítica de la razón pura, diciendo:

La modalidad de los juicios es una función muy especial de los mismos que se caracteriza por no contribuir en nada al contenido del juicio (pues fuera de la cantidad, cualidad y relación, nada queda ya que constituya el contenido del juicio), y referirse tan sólo al valor de la cópula, en relación con el pensar en general. Problemáticos son aquellos juicios en los cuales el afirmar o negar se admite sólo como posible (voluntario). Asertóricos, cuando es considerado como real (verdadero). Apodícticos son aquellos en los cuales se advierte como necesario.
Crítica de la razón pura. A 74, B 99-100

La expresión se aplica también a un estilo de argumentación en el que la persona presenta un razonamiento como verdad categórica, sea o no necesario hacerlo.